# Giuseppe Ottaviani
Giuseppe Ottaviani (* 12. November 1978 in Viterbo, Italien) ist ein italienischer Trance-DJ und Musikproduzent, der in Rom lebt.

## Biographie
Giuseppe Ottaviani begann seine DJ-Karriere im Jahr 1995. 1999 lernte er an einer Techno-Party Andrea Ribeca kennen, mit dem er kurz darauf das Trance-Projekt Nu NRG startete. Das Duo wurde 2001 von Paul van Dyk entdeckt und bei dessen Label Vandit Records unter Vertrag genommen. Zu den bekanntesten Produktionen von Nu NRG gehörten Dreamland und Free Fall. Ende 2005 beschlossen Ribeca und Ottaviani, die Zusammenarbeit einzustellen und sich Soloprojekten zu widmen.
Im Jahr 2009 veröffentlichte Ottaviani sein erstes Solo-Album GO!. Von 2012 bis 2017 hatte er bei Digitally Imported die wöchentliche Radiosendung GO On Air.
Seit 2014 treten Ottaviani und der britische DJ Solarstone auch zusammen unter dem Namen PureNRG auf.

## Diskografie

### Album
| Jahr | Name         | Label              |
| ---- | ------------ | ------------------ |
| 2009 | GO!          | Vandit Records     |
| 2011 | GO ON Air    | Vandit Records     |
| 2013 | Magenta      | Black Hole Records |
| 2014 | Magenta Live | Black Hole Records |
| 2016 | Alma         | Black Hole Records |
| 2019 | Evolver      | Black Hole Records |

### Singles
| Jahr | Name                                           | Label                             |
| ---- | ---------------------------------------------- | --------------------------------- |
| 2005 | Linking People                                 | Vandit Records                    |
| 2005 | White Lady                                     | Vandit Records                    |
| 2006 | Until Monday mit Marc van Linden               | Vandit Records                    |
| 2006 | Through Your Eyes                              | Vandit Records                    |
| 2006 | Clambake                                       | Vandit Records                    |
| 2007 | Beyond Your Thoughts mit Santiago Nino         | Dub Tech Records                  |
| 2007 | Far Away mit Paul van Dyk                      | Vandit Records                    |
| 2007 | La Dolce Vita mit Paul van Dyk                 | Vandit Records                    |
| 2008 | No More Alone feat. Stephen Pickup             | Vandit Records                    |
| 2009 | Life Gate für Dance4Life                       | Sights & Sounds / Universal Music |
| 2009 | Liquid Fire mit John O’Callaghan               | Armada Music                      |
| 2009 | Our Dimension mit John O’Callaghan             | Vandit Records                    |
| 2009 | Long Way Back mit Activa                       | Discover Records                  |
| 2009 | Reload                                         | Technoclub29/Klubbstyle           |
| 2009 | One Day                                        | Vandit Records                    |
| 2009 | Where I Want To Go                             | Vandit Records                    |
| 2009 | Fallen feat. Faith                             | Vandit Records                    |
| 2009 | Sunward mit Gate4                              | Vandit Records                    |
| 2009 | Third Dome                                     | Vandit Records                    |
| 2009 | White Empire                                   | Vandit Records                    |
| 2009 | Thermopile                                     | Vandit Records                    |
| 2009 | Unplugged                                      | Vandit Records                    |
| 2009 | Silver Sand                                    | Vandit Records                    |
| 2009 | Changing Ways feat Francesco M.                | Vandit Records                    |
| 2009 | Love Mission mit Tom Colontonio                | Vandit Records                    |
| 2009 | Angel feat. Faith                              | Vandit Records                    |
| 2010 | Danceology                                     | Vandit Records                    |
| 2010 | Light Waves                                    | Vandit Records                    |
| 2010 | Ready mit Walsh & McAuley feat. Emma Lock      | Vandit Records                    |
| 2011 | Ride The Wave mit John O’Callaghan             | Vandit Records                    |
| 2011 | Just for You feat. Linnea Schossow             | Vandit Records                    |
| 2012 | Toys mit Betsie Larkin                         | Vandit Records                    |
| 2012 | A Wonderful Day mit Paul Van Dyk               | Vandit Records                    |
| 2012 | Arcobaleno mit Sean Tyas                       | Vandit Records                    |
| 2012 | Falcons mit Solarstone                         | Black Hole Records                |
| 2012 | Lost For Words feat. Amba Shepherd             | Vandit Records                    |
| 2013 | Earthbeat                                      | Vandit Records                    |
| 2013 | Love Will Bring It All Around mit Eric Lumiere | Black Hole Records                |
| 2013 | Magenta mit Ferry Corsten                      | Black Hole Records                |
| 2013 | Feel The Music                                 | Black Hole Records                |
| 2013 | Waterpark                                      | Black Hole Records                |
| 2013 | Cold Flame                                     | Black Hole Records                |
| 2013 | Gave Me feat Seri                              | Black Hole Records                |
| 2013 | Brilliant People mit Aly & Fila                | Black Hole Records                |
| 2013 | Nothing Wrong feat Faith                       | Black Hole Records                |
| 2013 | Walk This World With Me feat Audrey Gallagher  | Black Hole Records                |
| 2013 | Illusion feat Stephen Pick Up                  | Black Hole Records                |
| 2013 | Stars feat Linnea Schossow                     | Black Hole Records                |
| 2014 | Heal This Empty Heart feat Alana Aldea         | Black Hole Records                |
| 2014 | Waiting On Someday feat Vitamin B              | Black Hole Records                |
| 2014 | Passion                                        | Black Hole Records                |
| 2014 | In This Together feat Alana Aldea              | Black Hole Records                |
| 2014 | Plan B mit Sean Tyas                           | GO On Air Records                 |
| 2014 | Liverpool                                      | Black Hole Records                |
| 2016 | Brightheart feat Christian Burns               | Black Hole Records                |
| 2017 | Firefly (OnAir Extended Mix) mit Kyler England | Black Hole Records                |

### Remixe (Auswahl)
| Jahr | Name                                            | Label                   |
| ---- | ----------------------------------------------- | ----------------------- |
| 2006 | Lawrence Palmer – Streamline                    | Sirup Records           |
| 2009 | Markus Schulz – The New World                   | Armada Music            |
| 2009 | Paul van Dyk – Detournement                     | Technoclub29/Klubbstyle |
| 2009 | Stoneface & Terminal – Blue Print               | Technoclub29/Klubbstyle |
| 2011 | Gareth Emery feat. Lucy Saunders – Sanctuary    | Garuda                  |
| 2011 | Armin van Buuren – Take Me Where I Wanna Go     | Armada Music            |
| 2011 | Aly & Fila – Rosaires                           | FSOE Recordings         |
| 2011 | Castaneda – Floor Control                       | Vandit Records          |
| 2011 | Chris Schweizer – 343                           | Istmo                   |
| 2012 | Paul van Dyk feat. Plumb – I Don’t Deserve You  | Vandit Records          |
| 2013 | Solarstone feat. Lemon – Lovers                 | Black Hole Records      |
| 2013 | John O’Callaghan feat. Erica Curran - I Believe | Black Hole Records      |
| 2015 | Paul van Dyk feat. Sue McLaren - Lights         | Ultra Records           |
| 2017 | Armin van Buuren - Gotta Be Love                | Armada Music            |